# Jorge Apolaya
Jorge Apolaya (Lima, 21 de junio de 1978) es un comunicador y activista por los derechos de las personas LGBTIQ+ peruano.

## Biografía
Apolaya es licenciado en periodismo de la Universidad Jaime Bausate y Meza, comunicador especializado en estrategia digital para la incidencia pública, forma parte de la ONG Promsex, y asesor de comunicaciones de la secretaría ejecutiva del Consorcio Latinoamericano Contra el Aborto Inseguro – CLACAI. 

### Activismo
Es activista gay e integrante desde su fundación del Colectivo Marcha del Orgullo LGBT de Lima, a cargo de las campañas comunicacionales de la misma, además, ha trabajado y participado en diversas organizaciones de promoción de los derechos sexuales.
En 2007, Jorge compartió con su madre que era gay. La respuesta inicial le fue difícil de asimilar, lo que lo llevó a un proceso emocional profundo, deseando no solo respeto, sino también aceptación por parte de su familia. Jorge ha expresado que no podría haber soportado una situación de rechazo completo, como algunas historias que han marcado a figuras públicas en contextos similares. A lo largo de los años, Jorge y su madre han establecido normas claras que rechazan cualquier forma de homofobia y privilegian entornos seguros para ambos.

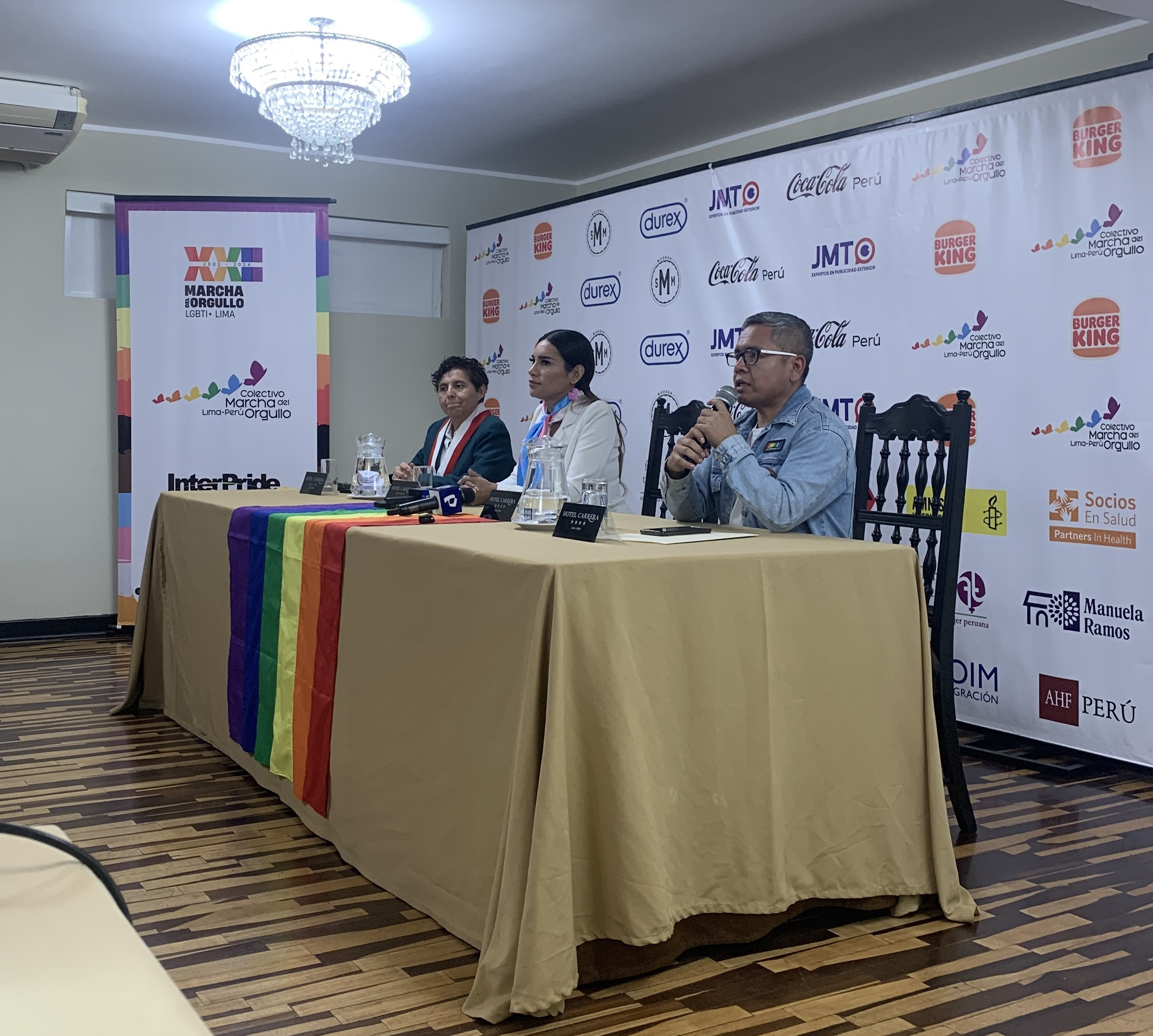
Conferencia de prensa donde se declaró como persona no grata al MINSA, Jorge Apolaya junto a Susel Paredes y Lesly Quispe

En 2010, su madre asistió a su primera Marcha del Orgullo de Lima, portando una bandera con el mensaje: “Amo a mi hijo gay”. Este gesto marcó un punto de inflexión en su relación y en el activismo de Jorge, mostrando cómo la educación y el contacto con otras familias de personas LGBT+ pueden transformar actitudes y fortalecer lazos familiares. Jorge Apolaya es un referente en la lucha por la igualdad y la dignidad de las personas LGBT+ en el Perú, siendo actualmente una de las caras visibles del Colectivo marcha del orgullo de Lima.
El 27 de junio de 2022, recibió reconocimiento en una moción de saludo por parte del Congreso de la República del Perú, como vocero del Colectivo de la Marcha del Orgullo, junto a otras organizaciones, colectivos y activistas de la comunidad LGTBI.
El 19 de junio de 2024 estuvo presente en la conferencia de prensa del colectivo Marcha del Orgullo de Lima, donde entre los principales anuncios se declaró al Minsa como institución non grata, por calificar las identidades trans como enfermedades mentales, por lo que ese año no participó de la marcha. Asimismo, se anunció que ese año se realizarían 32 marchas del orgullo en diferentes ciudades de Perú.

## Publicaciones
- Guía sobre temática LGBTI para periodistas y medios de comunicación[8]